# Fardeau génétique
Le fardeau génétique aussi dit genetic load (en), est un terme utilisé pour la première fois par H. J. Muller en 1950, il désigne l’ensemble des mutations génétiques défavorables dans une population.
La présence, au sein d’une population, d’individus avec des génotypes différents indique que la valeur sélective (fitness) de la population n’est pas optimale. Le fardeau génétique pointe un déficit d’adaptation dans une population et une baisse de la valeur sélective globale.
Dans les années 1960, quand Richard Lewontin initie l’étude de l’évolution moléculaire, la mise en évidence du polymorphisme génétique des populations au sein d’une espèce, totalement insoupçonné, conduit à populariser le concept de fardeau génétique. 

## Calcul du fardeau génétique
Le fardeau génétique, noté L, peut être mesuré par :
L = 1 – w / wmax
Où :
- w est la valeur sélective moyenne de la population
- wmax est la valeur sélective du ou des meilleurs génotypes de la population

Le fardeau génétique se définit donc comme l’écart relatif entre la valeur sélective optimale d’une population dont tous les individus auraient le meilleur génotype possible et la valeur sélective réelle de la population.

## Composantes du fardeau génétique
Le fardeau génétique a trois composantes :
- Le fardeau de mutation : l’apparition de mutations délétères chez les individus.
- Le fardeau de substitution : le polymorphisme génétique transitoire qui se crée le temps qu’un allèle en remplace un autre dans une population.
- Le fardeau de ségrégation : le maintien d’un polymorphisme génétique stable au cours du temps, du fait que la ségrégation mendélienne, à chaque génération, fabrique des individus de valeur sélective moindre en faisant reparaître le génotype le moins optimal.

## Limites du concept de fardeau génétique
Le fardeau génétique, en tant que déficit d’adaptation, ne se conçoit que pour une population isolée, qui exploite un milieu stable et constant :
- Milieu stable dans l’espace : si une espèce exploite des milieux différents et si des échanges d’individus entre les populations de ces milieux ont lieu - ou des échanges de gènes à travers la reproduction entre membres des différents milieux - alors il est impossible qu’un génotype optimal pour chacun de ces milieux soit sélectionné. La migration des gènes entretient le fardeau génétique de chacune des populations.

- Milieu stable dans le temps : la modification d’un milieu au cours du temps fait que les génotypes optimaux à un certain moment ne seront plus optimaux à un autre moment. Ce sont les variations de l’environnement qui entretiennent le fardeau génétique.